# Trebenče
Trebenče je naselje v Občini Cerkno.